# Chasaposervikos
Der Chasaposervikos (Χασαποσέρβικος) oder Servikos (Σέρβικος) ist ein dem Chasapiko verwandter Tanz im 2/4-Rhythmus. Es gibt zahlreiche Tänze von Südosteuropa und Mittelmeerraum bis zum Schwarzen Meer, die dem Chasaposervikos sehr ähnlich sind.
Der Tanz wird in der T-Haltung im „offenen Kreis“ bzw. in „runder Linie“ getanzt. Es gibt demnach eine anführende und eine abschließende Person. Die Gruppe, welche aus beliebig vielen Personen bestehen kann, bewegt sich rechtsherum. Die Musik ist „flott“.
Der Chasaposervikos unterscheidet sich durch folgende Merkmale vom Chasapiko:
- das Tempo ist schneller als beim Chasapikos,
- es wird in „runder Linie“ getanzt,
- Chasapiko tanzen nur zwei bis drei Personen nebeneinander.